# Magnus Sahlström
Magnus Sahlström, född 14 oktober 1849 i Linköping, död 1 juli 1925 i Stockholm, var en svensk boktryckare och genealog.

## Biografi
Magnus Sahlström var son till bokhandlaren Peter Mathias Sahlström. Efter avslutad skolgång praktiserade han i faderns affär och hade en tid även anställning i bokhandel i Falun. På 1860-talet startade han en mynthandelsfirma i Göteborg men återgick därefter till bokhandlaryrket och drev 1872–1878 bokhandel jämte bokförlagsverksamhet i Stockholm. Därefter innehade han 1879–1894 ett accidenstryckeri på Liljeholmen. Sin största insats gjorde Sahlström på släktforskningens område. Från 1894 ägnade han sig helt åt person- och ägorättsforskning och mottog uppdrag från såväl enskilda som institutioner. Han gjorde bland annat utredningar för Helsingfors' drätselkammare angående Sveaborgs mark och för ståthållarämbetet på Haga och Ulriksdal. Sahlström sammanförde ett omfattande registermaterial för sina forskningar och har räknats som en föregångsman i fråga om släktforskning som yrkesverksamhet.